# Sačmarica
Sačmarica je oružje koje je projektirano da se obično ispaljuje iz ramena, koristi energiju baruta da ispali određeni broj kuglica koje se zovu patrona ili jednodjelnog projektila (kugle). 
Sačmarice dolaze u širokom rasponu veličina od 470 pa do čak 770 mm duljine cijevi, te također po mehanizmima za punjenje kao što su jednocijevke, dvocijevke, kombinirane (sa sačmenim i risanim cijevima), pumparice(dvometke, trometke, petometke itd.), poluautomatske s odvojivim spremnikom, te također i automatske.
Kuglice iz sačmarice se raspršuju nakon izlaska iz cijevi, a energija barutnog punjenja podijeljena je na kuglice, što znači da svaka kuglica zasebno ima mali energetski potencijal. 
U lovačkom kontekstu ovo čini sačmaricu vrlo korisnom za lov na razne ptice te sitnu divljač. 
Medutim u vojnom ili policijskom kontekstu, zbog malog dometa, veliki broj ispaljenih projektila čini sačmaricu kao korisno oružje za blisku uličnu borbu ili oružje za samoobranu. 
Sačmarice se također koriste i u športskom streljaštvu u disciplinama trap i skeet, gdje se puca na glinene golubove koje izbacivaju posebni strojevi u raznim smjerovima.